# Seastalker
Seastalker (englisch; auf Deutsch etwa „Meerespirscher“) ist ein Textadventure aus dem Jahr 1984, das von Entwickler und Publisher Infocom für verschiedene damals aktuelle Heim- und Personal Computer veröffentlicht wurde. Es ist das einzige Spiel der Firma, das sich an eine jugendliche Zielgruppe richtet.

## Handlung
Der Spieler ist junger Ozeanologe und Erfinder. Die unterseeische Forschungsstation Aquadome, die erste ihrer Art, bittet ihn um Hilfe, da ein Meeresungeheuer die Station angreife. Gemeinsam mit seinem Assistenten Tip sucht der Spieler mit Hilfe des selbstentwickelten Zwei-Mann-Uboots Scimitar die Station auf und stellt Untersuchungen an, die Hinweise auf den bösen Dr. Thorpe liefern. Als zusätzliches Problem stellt sich heraus, dass sich ein Saboteur an Bord der Station befindet. Aufgabe des Spielers ist es, die Station durch Deduktion vor echten und vermeintlichen Bedrohungen zu retten.

## Spielprinzip und Technik
Seastalker ist ein Textadventure, das heißt, es gibt keinerlei grafische Elemente. Umgebung und Geschehnisse werden als Bildschirmtext aus- und die Handlungen des Spielers ebenfalls als Text über die Tastatur eingegeben. Der Parser von Seastalker versteht ca. 900 Wörter, also deutlich mehr, als der Parser von Zork beherrschte.
Eine Personalisierung des Spiels erfolgt durch die Eingabe des Namens des Spielers. Mit diesem Namen wird der Spieler von anderen Charakteren angesprochen, seine Firma ist nach ihm benannt, und der Name taucht in zahlreichen Dokumenten auf. Eine technische Neuerung gegenüber früheren Spielen von Infocom stellt der Splitscreen dar, eine Aufteilung des Bildschirms in zwei voneinander unabhängige Bereiche. Der Splitscreen wird im Spiel genutzt, um während der Fahrt mit dem Uboot Scimitar eine aus ASCII-Zeichen bestehende Umgebungskarte in der oberen Hälfte des Bildschirms anzuzeigen.
Als Beilagen („Feelies“) enthielten die frühen Veröffentlichungen von Seastalker einen Discovery-Squad-Aufkleber, eine nautische Karte von Frobton Bay, vier Infocards samt Decoder, um diese lesen zu können, sowie ein Logbuch des Uboots, mit dem man im Spiel umherreist. Diese Beilagen wurden im Spiel referenziert und stellten mithin einen Kopierschutz dar. Beispielsweise werden Ausgänge aus Räumen im Spiel nicht erwähnt, gehen aber klar aus dem Kartenmaterial hervor. Die Infocards enthielten Hinweise für die Lösung spezifischer Probleme im Spiel.

## Produktionsnotizen
1984 versuchte Infocom, das bis dahin mit Fantasy-, Science-Fiction- und Krimiadventures erfolgreich gewesen war, sein Geschäftsmodell auf weitere Genres auszuweiten. Ein Konzept waren Textadventures für eine jüngere Zielgruppe, die sich mit den boomenden Spielbüchern beschäftigte. Ein weiteres Unternehmensziel war die Beschäftigung externer, professioneller Autoren. Für Seastalker, das vom Hersteller für eine Zielgruppe ab neun Jahren empfohlen wurde, wurde der 1918 geborene James Duncan „Jim“ Lawrence engagiert, der seit 1941 als Mietautor für verschiedenste Auftraggeber schrieb, unter anderem für die Radioserie Green Hornet und die Krimiserien Hardy Boys und Nancy Drew, und zum Zeitpunkt seines Infocom-Engagements so bereits über 60 Bücher geschrieben hatte. Mit Computerspielen hatte er keinerlei Erfahrungen, weshalb ihm der Infocom-Autor Stu Galley, der im Jahr zuvor The Witness geschrieben hatte, an die Seite gestellt wurde. Galley war am Infocom-Firmensitz in Massachusetts ansässig, Lawrence in New Jersey, weshalb die Zusammenarbeit zwischen den beiden weitgehend per Brief und Telefon ablief. Kleine Beiträge zum Spiel wurden vom Infocom-Anwendungsprogrammierer Brian Moriarty geleistet, der wenig später selbst zum Game Designer aufstieg. Seastalker orientierte sich vom Aufbau her an der US-amerikanischen Jugend-Abenteuerbuchserie Tom Swift. Es ist das erste Spiel, für das Infocom die Bezeichnung Interactive Fiction benutzte, um sich von der Konkurrenz abzuheben. Es ist weiterhin das einzige Infocom-Spiel, dessen Schwierigkeitsgrad seitens der Firma als „Junior“ eingestuft wurde. Es richtet sich an Jugendliche, die noch keine Erfahrungen mit Textadventures haben müssen.
Das Autorenduo Galley/Lawrence veröffentlichte 1986 das Krimiadventure Moonmist, Lawrences letzte Arbeit im Bereich Computerspiele. Der Autor starb 1994.
2019 wurde der Quelltext des Spiels auf dem Software-Entwicklungs-Repository GitHub veröffentlicht.

## Rezeption
Seastalker verkaufte sich insgesamt etwa 40.000 Mal, davon 30.000 Einheiten innerhalb der ersten sechs Monate. Damit war Infocom zunächst ein guter Verkaufsstart gelungen, im eher langfristig orientierten Textadventure-Markt war das Spiel insgesamt aber kein Erfolg. Ein möglicher Grund hierfür ist das 1985 von Infocom veröffentlichte Wishbringer, das sich zwar nicht explizit an Jugendliche richtete, aber zumindest als Einsteigeradventure konzipiert war und damit zum Teil die gleiche Zielgruppe bediente.
Für das deutsche Magazin Happy Computer bezeichnete Redakteur Heinrich Lenhardt Seastalker als „sehr liebevoll gemachtes Textadventure für Spieler mit fortgeschrittenen Englischkenntnissen“, lobte den intelligenten Parser und die üppige Ausstattung des Spiels mit Beilagen und stellte heraus, dass es im deutschen Sprachraum auf Grund der zum Spielen benötigten, gehobenen Englischkenntnisse eher für ein erwachsenes Publikum geeignet sei.
Das US-Magazin Computer Gaming World merkte zum Anspruch des Spiels an, dass es für Spieler, die nicht zur angepeilten Zielgruppe der Adventure-unerfahrenen Jugendlichen gehörten, wegen seiner Einfachheit eher ungeeignet sei. Weiterhin wurden in der CGW einige kleinere Unzulänglichkeiten des Parsers moniert. Positiv hervorgehoben wurden der Humor des Spiels sowie die umfangreichen Packungsbeilagen. Das ebenfalls US-amerikanische PC Magazine hob hervor, dass Infocom das Spiel sehr gut auf die Zielgruppe ausgerichtet und dabei für die Branche einen hohen Standard gesetzt habe. Das Magazin lobte die Packungsbeilagen sowie die Texte, die „gut geschrieben, gut beschreibend und oft humorvoll“ seien. Kritisiert wurden zahlreiche Red Herrings in Form von Örtlichkeiten, die besucht werden könnten, aber nichts zur Spiellösung beitrügen.